# Foundation for Middle East Peace
La Foundation for Middle East Peace (FMEP) est une organisation à but non lucratif américaine créée en 1979 par l'avocat et philanthrope Merle Thorpe Jr. La fondation a son siège à Washington.

## Objectifs
L'objectif principal de la FMEP est de promouvoir un avenir juste, sûr et pacifique pour les Palestiniens et les Israéliens.